# Tabitha Babbitt
Sarah "Tabitha" Babbitt (9 de desembre, 1779 - circa 1853) fou una fabricant d'eines shaker estatunidenca i inventora, incloses les invencions de la serra circular, el cap de la filosa i les pròtesis dentals. Es discuteix si ella, o d'altres shakers van ser els primers a inventar la serra circular.

## Primers anys
Sarah (Tabitha) Babbitt va néixer el 9 de desembre del 1779 a Hardwick (Massachusetts). El 12 d'agost del 1793es va convertir en membre dels shakers a la comunitat de Harvard a Massachusetts.

## Fabricant d'eines i inventora
A Babbitt, en adonar-se que una fulla rodona seria més eficient, se li atribueix la invenció de la primera serra circular utilitzada en una serradora el 1813. La serra circular estava connectada a una màquina d'accionament hidràulic per reduir l'esforç a l'hora de tallar fusta. Estava observant que els homes utilitzaven el xerrac de dues mans, de difícil maneig, quan es va adonar que la meitat del seu moviment es malgastava. La primera serra circular que va fer està en Albany, Nova York.Ella no va patentar la serra circular perquè pogués ser utilitzada per altres persones, però aquesta va ser patentada als Estats Units per dos homes francesos tres anys més tard, quan es van assabentar de l'existència de la serra en els documents dels shakers.
M. Stephen Miller sosté que Babbitt no va ser el primer inventor de la serra circular, d'acord amb la data en què es va unir a la secta. Afirma que la serra circular es va inventar al poble shaker de Mount Lebanon per Amos Bishop o Benjamin Bruce el 1793 — o potser ni tan sols ho va inventar un shaker.
S'afirma també que Babbit creà un procés per a la fabricació de pròtesis dentals i millorà el cap de la filosa. Comparteix també la invenció del clau escapçat amb Eli Whitney. En tant que shaker, Babbitt mai no va patentar els seus invents.